# Inspektion der Konzentrationslager

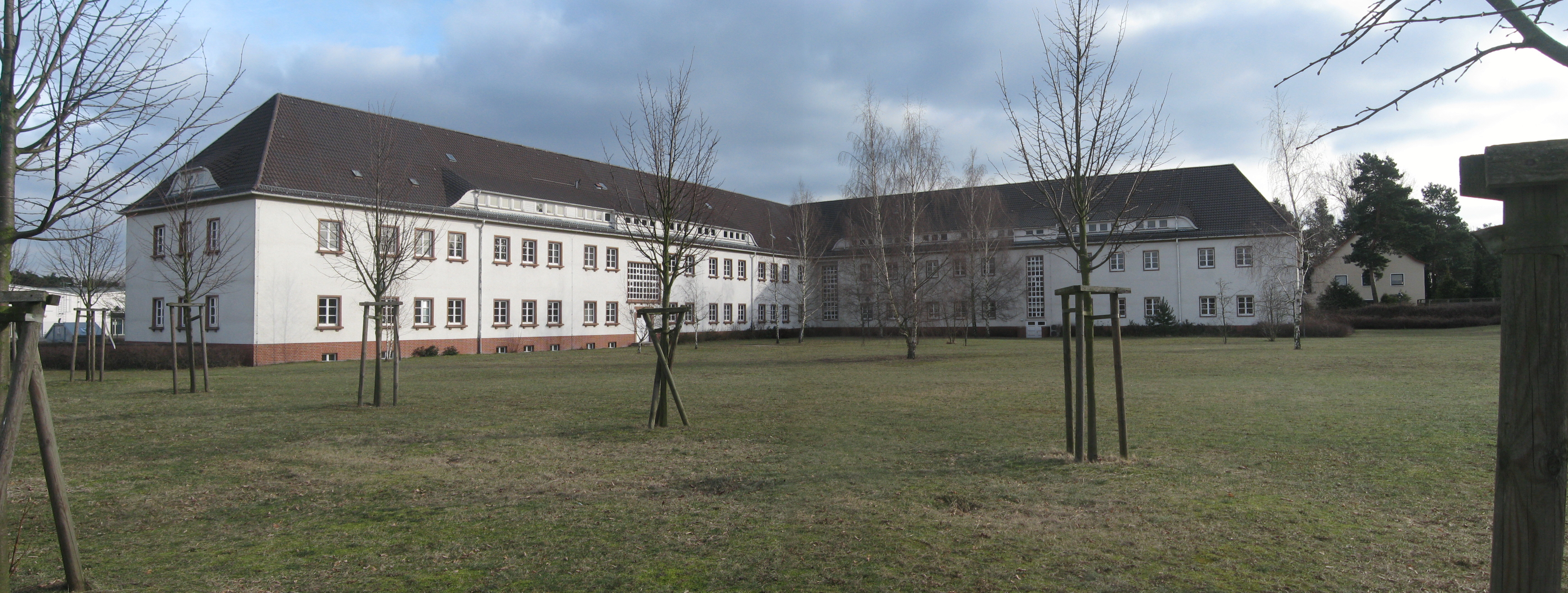
Das T-Gebäude auf dem Gelände des SS-Übungslagers Sachsenhausen, Sitz der Inspektion der Konzentrationslager ab 1938, welches sich neben dem eigentlichen KZ befand

Inspektion der Konzentrationslager (IKL) war der Name der zentralen SS-Verwaltungs- und Führungsbehörde für die nationalsozialistischen Konzentrationslager, die während des Zweiten Weltkrieges als „Amtsgruppe D“ in das SS-Wirtschafts-Verwaltungshauptamt (WVHA) integriert wurde.
Bevor die Inspektion in das WVHA eingegliedert wurde, trug sie nach Theodor Eickes Dienststellung innerhalb der SS-Totenkopfverbände die Bezeichnung einer „Generalinspektion der Verstärkten SS-Totenkopfstandarten“.

## Eicke als Inspekteur aller Konzentrationslager

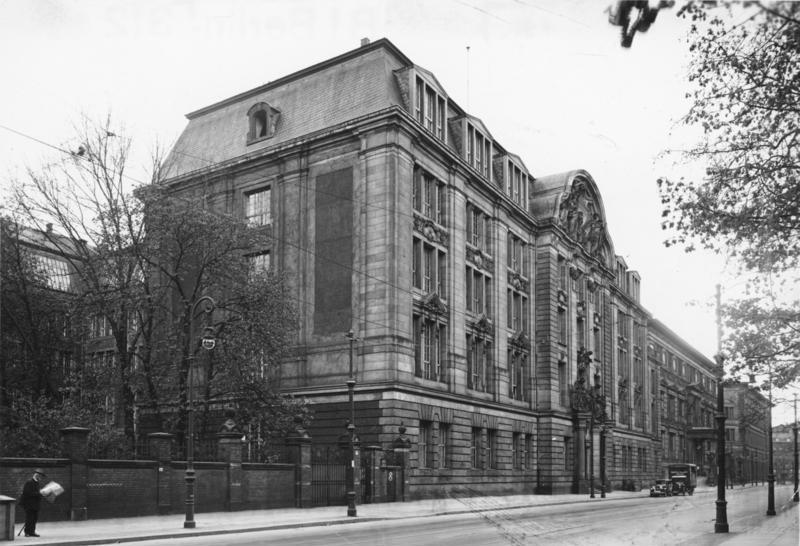
Sitz des Geheimen Staatspolizeihauptamtes in der Prinz-Albrecht-Straße in Berlin (Aufn. 1933)

Bei der Ermordung der SA-Führungsspitze um Ernst Röhm wurde auch der damalige SS-Sturmbann „Dachau“ des gleichnamigen KZs aktiv eingesetzt. Im Zuge der sogenannten „Röhm-Affäre“ hatte der Lagerkommandant, SS-Oberführer Theodor Eicke, auf Anweisung Hitlers Röhm persönlich am 1. Juli erschossen. Eicke, dessen Organisationsformen im Konzentrationslager Dachau für alle späteren KZ Modell standen, beanspruchte für sich seit Mai 1934 eigenmächtig den Titel eines Inspekteur der Konzentrationslager und der SS-Wachverbände und führte persönlich im KZ Dachau eine gleichnamige Dienststelle für sich und seinen persönlichen Stab ein.
Die parteiinterne Polizeifunktion der SS wurde am 20. Juli 1934 aus der Unterstellung unter die SA gelöst. Himmler ernannte Eicke im selben Jahr auch offiziell zum Inspekteur der Konzentrationslager und gleichzeitig zum Führer der SS-Wachverbände. Eicke wurden nun alle SS-Wacheinheiten der Allgemeinen SS und der Politischen Bereitschaften unterstellt, sofern diese mit der Bewachung eines KZs beauftragt waren. Des Weiteren wurde die IKL als Dienststelle für Eicke eingerichtet, die diesen und seinen persönlichen Stab übernahm. Am 10. Dezember 1934 bezog die IKL ihre Diensträume in der Berliner Prinz-Albrecht-Straße 8. Dort befand sich auch das Geheime Staatspolizeiamt (Gestapo) und die IKL wurde diesem untergeordnet. Zu den Gebäuden vergleiche die Informationen zur Topographie des Terrors.
Der Leiter der IKL – zunächst Eicke – unterstand damit einerseits als SS-Angehöriger dem SS-Amt (ab 1935 SS-Hauptamt) und war andererseits über die Unterstellung unter die Gestapo Himmler als Polizeichef direkt zugeordnet. Diese Form der doppelten Unterstellung war charakteristisch für viele SS-Stellen und schuf für ihre Angehörigen Frei- und Interpretationsspielräume. Besonders Eicke wusste dieses System für seine eigenen Ziele zu nutzen und trug damit wesentlich dazu bei, dass die IKL faktisch die alleinige Verfügungsgewalt über alle KZ-Häftlinge hatte.

## Die Inspektion von 1935 bis 1945
Bis zum Kriegsbeginn blieb die Inspektion der Konzentrationslager eine kleine Behörde. Ende 1935 waren 11 Mitarbeiter dort beschäftigt, bis Ende 1936 wuchs die Zahl auf 32. Am Ende des Jahres 1938 arbeiteten 45 Personen bei der Stelle. 1944 beschäftigte die Nachfolgeinstitution der IKL, die Amtsgruppe D im WVHA, 20 SS-Führer und etwa 80 SS-Männer. Die Mitarbeiter hatten einen relativ weitgefassten Handlungs- und Entscheidungsspielraum. Ab 1934 entstanden verschiedene Abteilungen der IKL, dabei die politische Abteilung (ab 1937 unter Arthur Liebehenschel), die Verwaltungsabteilung (ab 1936 geleitet von Anton Kaindl) und für die medizinische Versorgung der „Leitende Arzt“ (zunächst Friedrich Dermietzel, ab 1937 Karl Genzken). Wichtigster Mitarbeiter Eickes war ab 1936 Richard Glücks als Stabsführer. Dieser wurde am 1. April 1936 von Eicke als Stabsführer des Inspekteurs der Wachverbände zur IKL geholt und stieg bald zu seinem Stellvertreter auf.
Im August 1938 bezog die Inspektion, die vorher in Berlin war, in Oranienburg ein großes Stabsgebäude am südlichen Rand des KZ Sachsenhausen, das wegen seiner charakteristischen dreiflügeligen Form auch „T-Gebäude“ genannt wurde.
Am Beginn des Zweiten Weltkriegs wurde Eicke als Kommandeur der SS-Totenkopf-Standarten an die Front abkommandiert. Mit seinen Verbänden verübte er in der Sowjetunion und Frankreich vielfach Massenmorde. Bei der Zurückeroberung Charkows kam Eicke am 26. Februar 1943 zu Tode.
Am 18. November 1939 wurde Glücks, rückwirkend zum 15. November 1939, zum Inspekteur der Konzentrationslager ernannt. Im Vergleich zu seinem Vorgänger blieb die Politik Glücks weitgehend unauffällig, da die wesentlichen Organisationsstrukturen bereits unter Eicke gefestigt worden waren.
Zum Jahresende 1941 / Anfang 1942 kam es kriegsbedingt zu einem Funktionswandel der Konzentrationslager: die Häftlinge sollten verstärkt zur Zwangsarbeit in der Rüstungsindustrie eingesetzt werden. Daraus resultierte schließlich die Unterstellung der IKL als Amtsgruppe D unter das SS-Wirtschafts- und Verwaltungshauptamt (WVHA). Dessen Leiter Oswald Pohl hatte bereits seit Errichtung des KZ-Systems versucht, Einfluss auf die Verwaltung der Konzentrationslager zu erlangen. Dies gelang ihm teilweise dadurch, dass alle SS-Angehörigen der KZ dem KZ-Kommandanten zwar disziplinarisch, nicht jedoch fachlich unterstellt waren. Die fachlichen Weisungen empfingen die Abteilungsleiter der Konzentrationslager von der jeweils übergeordneten Stelle in der IKL (später Amtsgr. D). Dies entspricht ebenfalls der SS-Praxis der Doppelunterstellungen.
In einer leitenden Funktion von DIII genannt wird in späterer Zeit Ludwig Blies.
Die IKL besaß fast die alleinige Verfügungsgewalt über die KZ-Häftlinge. Die Einweisung und Entlassung von Gefangenen wurde dagegen durch die Gestapo (bzw. später durch das Reichssicherheitshauptamt) vorgenommen. Über alle lagerinternen Angelegenheiten entschied dagegen Eickes Behörde. Sie war auch über die systematischen Mordaktionen in anderen SS-Bereichen (vor allem Ermordung der sowjetischen Kommissare und anderer Kriegsgefangenen – Durchführung des Kommissarbefehls, Genickschussanlagen in KZ bzw. Aktion 14f13) informiert und koordinierte diese auch. Mit den KZ Auschwitz-Birkenau und Majdanek unterstanden der IKL auch zwei Konzentrationslager, die im Rahmen der „Endlösung der Judenfrage“ speziell als Vernichtungslager gebaut und verwendet wurden.

## Hierarchie der SS innerhalb eines Lagers

### Abteilungen, Zuständigkeiten
Innerhalb der IKL bildete sich die zentrale (politische) Abteilung als wichtigste Unterabteilung heraus, die das Leben der Häftlinge in jedem Lager wesentlich bestimmte.
Unter der Ägide Eickes wurden alle neuen Konzentrationslager nach dem Dachauer Modell strukturiert. Prinzipiell bedeutete das die Trennung der SS-Mannschaften in Angehörige der Wachtruppe oder der Kommandanturabteilungen. Innerhalb der Kommandantur wurden jeweils die gleichen Abteilungen gebildet. Damit bildete sich im Kern auch die immer gleiche Struktur des Führungspersonals in einem KZ aus:
- Kommandant / Adjutant (der K. war zugleich Vorgesetzter der Wachmannschaften)
- Schutzhaftlagerführer (in vielen Lagern zugleich Adjutant)
- Verwaltungsführer
- Beamter der Sicherheitspolizei (Gestapo oder Kripo) in der politischen Abteilung
- Standortarzt
- Totenkopfwachsturmbann (Wachmannschaft, z. T. um Hilfstruppen verstärkt)

Auch aufgrund der Personalpolitik der IKL-Chefs, die sich im Wesentlichen auf persönliche Beziehungen und Kameraderie gründete, gab es während der gesamten Zeit des Nationalsozialismus nur eine kleine Elite von KZ-Führungspersonal. Im Gegensatz zu den Wachmannschaften wurden diese „Experten“ i. d. R. nicht zum Frontdienst herangezogen.

### Aufgaben des Schutzhaftlagerführers
Die Aufgaben des Schutzhaftlagerführers und seines Adjutanten: der „Betrieb“ des Lagers im Sinne aller Befehle zur inneren Ordnung, Tagesablauf, Appelle etc.
Die Hierarchie unter ihm:
Die Rapportführer, der Arbeitseinsatzführer und evtl. die Oberaufseherin (wenn ein Frauenlager bestand) unterstanden ihm. Sie waren für die Ordnung im ganzen Lager und die Zuteilung der einzelnen Häftlinge in Außenkommandos zuständig. Sie standen den Blockführern vor, die jeweils einen oder wenige Blocks beaufsichtigten.
Der Arbeitseinsatzführer war für den Arbeitseinsatz der Häftlinge nach berufsmäßigem Können und Leistungsfähigkeit bei den Innen- und Außenkommandos verantwortlich. Alle Häftlinge des Lagers waren in einer sogenannten Berufskartei vom Arbeitseinsatzführer erfasst. Ihm unterstanden dazu die Arbeitsdienstführer (SS-Unterführer), die die Arbeitskommandos zusammenstellten und beaufsichtigten.
Die Blockführer bestimmten die Zusammensetzung der internen Arbeitskommandos, die jeweiligen Blockältesten und Stubenältesten aus den Reihen der Häftlinge. Als Funktionshäftlinge wurden von ihnen in einer weiteren „Teile-und-Herrsche-Strategie“ Häftlinge quasi als Hilfspolizei eingesetzt (vgl. Kapo (KZ)).

### Aufgaben der politischen Abteilung
Die Aufgaben/Zuständigkeiten der politischen Abteilung des Lagers waren: Registrierung von Neuzugängen, Entlassungen, Verlegungen, polizeiliche Aufgaben wie die Reaktion auf Tod oder Flucht der Häftlinge, deren Vernehmung (meist verbunden mit Folter oder deren Androhung), Führung der Häftlingskartei. Leiter war immer ein Beamter der Geheimen Staatspolizei (d. h. in der Regel ein Beamter der Kriminalpolizei). Er unterstand der jeweiligen Gestapoleitstelle, erhielt aber häufig auch unmittelbar Anweisungen und Befehle durch das RSHA, Amt IV (dort in der Regel dem Amt C 2 – Schutzhaftangelegenheiten). Z. Bspl. gingen Exekutionsbefehle vom RSHA unmittelbar an die Politische Abteilung. Umgekehrt waren die Führungsberichte über Schutzhaftgefangene an das RSHA zu richten. Vom RSHA wurden auch einzelne Einweisungen und Entlassungen von Schutzhaftgefangenen verfügt.
Der Chef der Politischen Abteilung war als Gestapobeamter dem RSHA bzw. der zuständigen Gestapoleitstelle verantwortlich. Er unterstand dieser sowohl sachlich als auch disziplinarisch. Das Gleiche galt für seinen Vertreter. Die anderen Angehörigen der Politischen Abteilung unterstanden als Angehörige der Waffen-SS einerseits fachlich ebenfalls der Gestapo, gehörten aber zur Stabskompanie des Lagers und unterlagen der Disziplinargewalt des Kommandanten.

### Aufgaben des Verwaltungsführers
Ihm unterstand die Abteilung Verwaltung (auch: Abteilung IV, Standortverwaltung, mit ihren SS-Unterführern und SS-Männern des Verwaltungsdienstes). Er war verantwortlich für Unterkunft, Verpflegung, Kleidung und Besoldung des Kommandanturstabes, der Wachmannschaften sowie für die Unterkünfte, Verpflegung und Bekleidung der Häftlinge. Er war wie in einem Wirtschaftsunternehmen der leitende Buchhalter für den Nachweis aller Sachgüter und deren aktuellem Stand und die Verwaltung und Instandhaltung von Immobilien verantwortlich. Auch die Belieferung des Lagers mit Nahrungsmitteln erfolgte über seine Abteilung. Interne Abrechnungen hatte er so aufzubereiten, wie sie von dem übergeordneten Wirtschafts- und Verwaltungshauptamt, Amt D IV, unter Glücks bzw. Gerhard Maurer, angefordert wurde. Ein wichtiger Zweig war dabei die Gefangeneneigentumsverwaltung, die die gesamten, von den Häftlingen mitgebrachten und in der Effektenkammer sortierten, gebündelten und aufbewahrten Effekten (Geld, Wertsachen, Bekleidung usw.) umfassten. Diese Abteilung war strafrechtlich und disziplinarisch bei Unterschlagung oder Veruntreuung von Vermögenswerten haftbar zu machen.

### Aufgaben des Leitenden Arztes
Der Standortarzt leitete nach den Ausführungen von Rudolf Höß in der Regel mehrere Ärzte, die ihm nachgeordnet waren. Sie waren für Folgendes einzuteilen: Dem Truppenarzt oblag die ärztliche Betreuung der SS-Wachmannschaften; die weiteren Lagerärzte wurden durch Dienstpläne den einzelnen Lagern/-bereichen (Männer-, Frauenlager etc.) zugeteilt. Ihre Aufgabe bestand neben ihren folgenden Hauptaufgaben auch in der ärztlichen Versorgung der Häftlinge. Dabei ging es vor allem um hygienische Aspekte zur Vermeidung von Seuchen und die Erhaltung der Arbeitsfähigkeit der Häftlinge, wofür sie sich im Krankenrevier/-block gefangen gehaltener Ärzte als Hilfsärzte und -pflegepersonal bedienten. Ihre nach Höß zentralen „nichtärztliche Aufgaben“ waren:
1. Bei ankommenden Judentransporten hatten sie die arbeitsfähigen männlichen sowie weiblichen Juden auszusuchen.
2. Bei dem Vernichtungsvorgang an den Gaskammern hatten sie anwesend zu sein und sich zu überzeugen, dass die Vernichtung jeweils vollständig war.
3. Die Zahnärzte hatten sich durch fortgesetzte Stichproben davon zu überzeugen, dass die Häftlingszahnärzte der Sonderkommandos bei allen Vergasten bzw. Getöteten vor der Verbrennung die Goldzähne zogen und in die bereitstehenden, gesicherten Behältnisse warfen (hier am Bspl. Auschwitz).
4. Arbeitsunfähig gewordene Juden, die voraussichtlich innerhalb von vier Wochen nicht wieder arbeitsfähig werden konnten, waren auszumustern und der Vernichtung zuzuführen.
5. Sie hatten die sogenannten „verschleierten Exekutionen“ durchzuführen. Da diese Exekutionen aus politischen Gründen nicht bekannt werden durften, sollte als Todesursache danach eine im Lager übliche natürliche Todesursache bescheinigt werden.
6. Anwesenheit bei Exekutionen der Standgerichte, um den Tod festzustellen.
7. Sie hatten bei Anträgen auf körperliche Züchtigung die zu bestrafenden Häftlinge auf Hinderungsgründe zu untersuchen und beim Vollzug dieser Strafe anwesend zu sein.
8. Sie hatten an „fremdvölkischen“ Frauen Schwangerschaftsabbrüche vorzunehmen.

Darüber hinaus hatten die Ärzte Gelegenheit oder z. T. den Auftrag, medizinische Forschungsvorhaben an lebenden oder zum Zweck der Untersuchung hingerichteten Häftlingen zu betreiben. Dazu bestanden vielfältige Beziehungen mit nationalsozialistischen Lehrstuhlinhabern der medizinischen Fakultäten im gesamten Reichsgebiet. Soweit das mit dem Lager verbundene Standesamt für einzelne tote Häftlinge Todesbescheinigungen benötigte, waren diese dem Zweck entsprechend zu fälschen (falscher Arztname, falsche Todesursache).

## Personal

### Führung
Die Historikerin Karin Orth wies in einer Studie nach, dass die Führungsebene der Konzentrationslager (Kommandanten und Leiter der Abteilungen) sich immer wieder aus einer kleinen Gruppe von SS-Angehörigen rekrutierte, die dafür u. a. im Kriegsverlauf nicht zum Fronteinsatz kommandiert wurden. Unter Ausklammerung der etwa 110 Lagerärzte, die einer etwas stärkeren Fluktuation unterlagen, umfasste diese Gruppe ungefähr 207 Männer und einige wenige Frauen. Orth weist auf zahlreiche Gemeinsamkeiten in der sozialen Herkunft, dem Lebensweg (Geburtsjahrgänge um 1902) bis zum Eintritt in die SS und der politischen Prägung hin und spricht deshalb von einem regelrechten Geflecht oder „Netzwerk der Konzentrationslager-SS“.

### Stärke
Für Januar 1945 werden von Orth 37.674 Männer und 3.508 Frauen als Angehörige der KZ-Wachmannschaften genannt.

### Rotation
Die Rotation des Personals zwischen Konzentrationslagern und den militärischen Verbänden der SS wird auf mindestens 10.000 SS-Angehörige beziffert; einige Historiker schätzen deren Anzahl auf 60.000. Dieser Personalaustausch widerlegt die Behauptungen, die Waffen-SS hätte keinerlei Beziehungen zu den SS-Wachen der Konzentrationslager gehabt.

## Prozedur des Strafverfahrens
Für das sogenannte Strafverfahren hatte die IKL einheitliche Richtlinien festgelegt. Für NS-Propagandazwecke konnte Himmler nun vorgeben, es herrsche angeblich ein ordnungsgemäßes „Strafverfahren“ in den KZ. Die Einhaltung des vermeintlichen „Strafverfahrens“ war jedoch kaum gegeben. Das KZ Dachau wurde als erstes systematisch organisiert. Das Lagerreglement und die darin festgelegten Strafmaßnahmen wurden später für alle SS-Konzentrationslager gültig. Da Dachau das „Musterlager“ für die weiteren KZ war, ist das Verfahren wie folgt am Beispiel des Lagers Dachau dargestellt:
Das Verfahren begann mit der Strafmeldung. Ein Häftling konnte für einen an der Kleidung abgerissenen Knopf, für nicht blank geputztes Essgeschirr und andere Dinge bestraft werden (vgl. Lagerordnung). Für die Strafmeldung notierte sich gewöhnlich ein SS-Mann die Häftlingsnummer. Funktionshäftlinge, beispielsweise Lagerälteste, hatten unter Zill die Anweisung, täglich etwa 30–40 Strafmeldungen bei der SS abzuliefern. Bei einem kollektiven Verstoß gegen die Lagerordnung, musste die gesamte Gruppe zuerst z. B. Kniebeugen machen und wurde geschlagen. Nannten sie keinen einzelnen Häftling, dann wurden sämtliche Namen auf der Strafmeldung notiert. Die Durchsuchung („Filzung“) der Arbeitskommandos fand vor und nach dem Arbeitseinsatz statt. Ein unerlaubter Gegenstand konnte ein Zigarettenstummel sein. Bei kleineren Dingen drohte die Prügelstrafe oder Strafexerzieren. Bei Sabotage oder als Diebstahl bezeichneten Vergehen konnte „Sonderbehandlung“ die Strafmaßnahme darstellen. Nachdem die Häftlingsnummer notiert worden war, musste der Häftling in Ungewissheit auf sein Strafmaß warten. Die Bearbeitung der Strafmeldungen konnte Wochen, auch Monate dauern.
Wenn die Vorladung eintraf, mussten die jeweiligen Häftlinge in der Gruppe zum Appell antreten und warten. Die Vernehmung fand im Jourhaus statt. Bestritt der Häftling den Vorwurf, wurde er meist des Lügens bezichtigt, was zusätzliche Schläge bedeutete. In schwerwiegenderen Fällen wurden auch Geständnisse nach Einlieferung in den Bunker abgepresst. Schließlich erging das Urteil, beispielsweise „Baum“ (Pfahlhängen), oder „fünfundzwanzig“ (vgl. Prügelbock).
Das vom Vernehmungsführer ausgearbeitete Strafmaß musste vom Lagerkommandanten abgezeichnet werden. In Fällen wie der Prügelstrafe musste der Inspekteur der Konzentrationslager in Oranienburg die Strafe genehmigen. Ein SS-Arzt des Lagers hatte die gesundheitliche Eignung des Häftlings zu prüfen, wobei es selten zu ärztlichen Einwänden kam. Die Beschuldigten hatten vor dem Krankenrevier (Block B) anzutreten, sich zu entkleiden, der SS-Arzt schritt durch die Reihen, der Revierschreiber notierte den Befund: „tauglich“.
Einige Tage später fand die Urteilsvollstreckung statt. Die jeweiligen Häftlinge hatten anzutreten, Funktionshäftlinge mussten die Strafen ausführen, eine Einheit der SS-Wachmannschaften wohnte der Vollstreckung bei.
Durch die Vorschriften waren folgende Personen an der Strafverfahrensprozedur beteiligt:
- der SS-Mann oder der Funktionshäftling, der die Strafmeldung gemacht hatte,
- der Vernehmungsführer,
- der Lagerführer,
- der Lagerkommandant,
- ein SS-Arzt,
- ein Revierschreiber,
- eine Einheit SS-Wachen,
- Funktionshäftlinge, welche das Urteil vollstrecken mussten,
- der Inspekteur der Konzentrationslager,
- teilweise Himmler selbst.

### NS-Propaganda
Das langwierige Verfahren führte Himmler als vermeintlichen Beleg an, es herrsche in den Konzentrationslagern der SS ein geordneter Strafvollzug, der vor Missbrauch geschützt sei:

„Grausamkeiten, sadistische Sachen, wie es die Auslandspresse vielfach behauptet, sind dabei unmöglich. Erstens kann die Strafe nur der Inspekteur sämtlicher Lager verhängen, also nicht einmal der Lagerkommandant, zweitens wird die Strafe von einer Bewachungskompanie vollzogen, so daß also immer ein Zug, 20 bis 24 Leute, dabei sind, schließlich ist bei der Bestrafung ein Arzt dabei und ein Protokollführer. Also mehr kann man an Genauigkeit nicht tun.“

### Nichteinhaltung
Das umständliche, bürokratisierte Verfahren verschleierte die Verantwortung. Die Kompliziertheit der Strafprozedur führte nicht zur Verringerung von Strafen. Der Strafkatalog wurde nicht eingeschränkt. Oft wurden Häftlinge ohne ein Strafverfahren geschlagen oder fanden den Tod durch Strafen. Die Einhaltung der Strafprozedur war nicht gegeben. Beispielsweise befahl Zill, dass zwei Männer die Anzahl der Schläge auszuführen hatten, wodurch die doppelte Anzahl der Schläge erreicht, es dennoch als einfache Anzahl gewertet wurde.

## Poststücke
Verschiedene Poststücke belegen die Präsenz der KZ im Postwesen:

Feldpostkarte aus dem Bereich Generalinspekteur der Verstärkten SS-Totenkopfstandarten
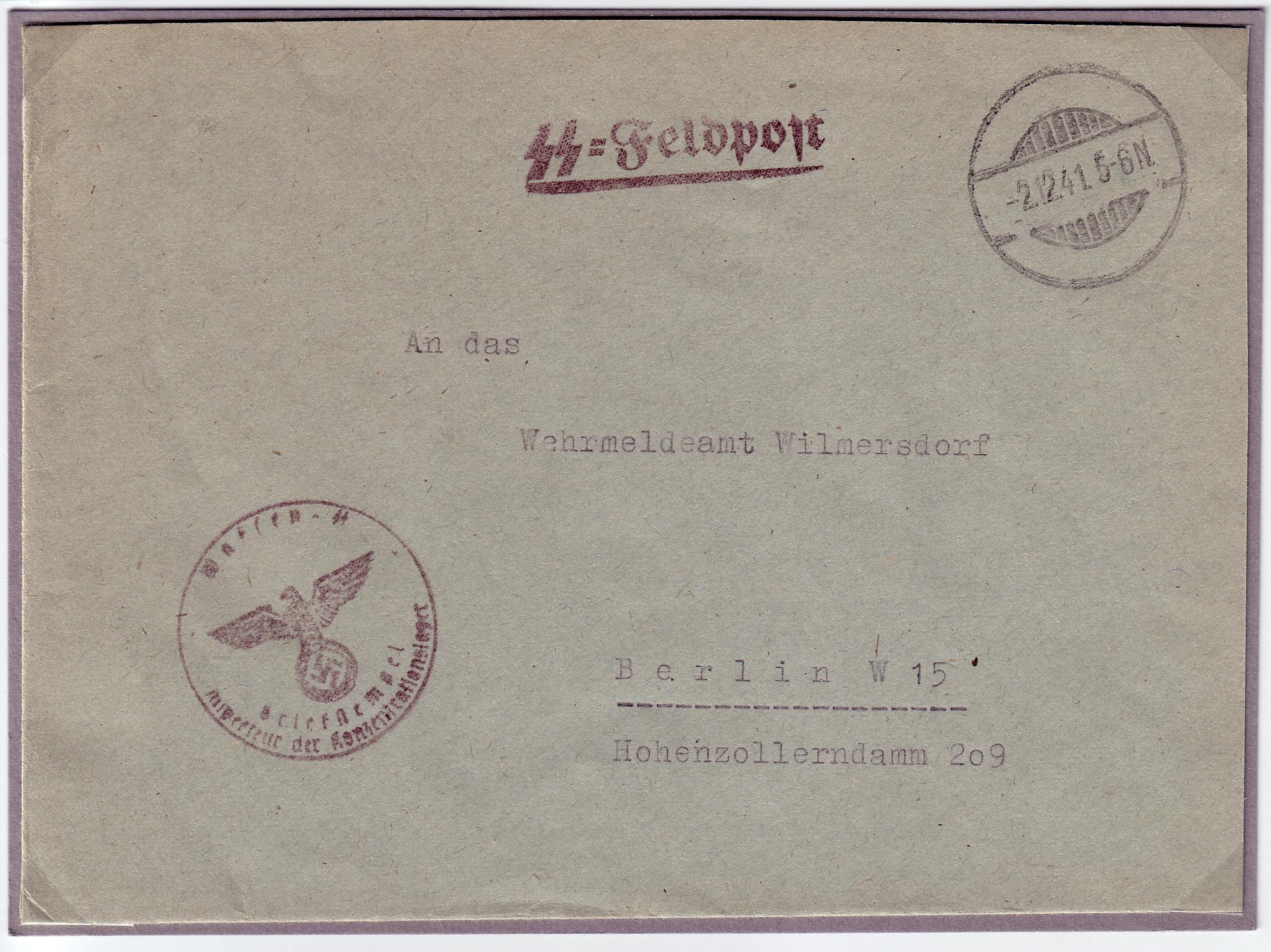
SS-Feldpostbrief aus der Inspektion der Konzentrationslager
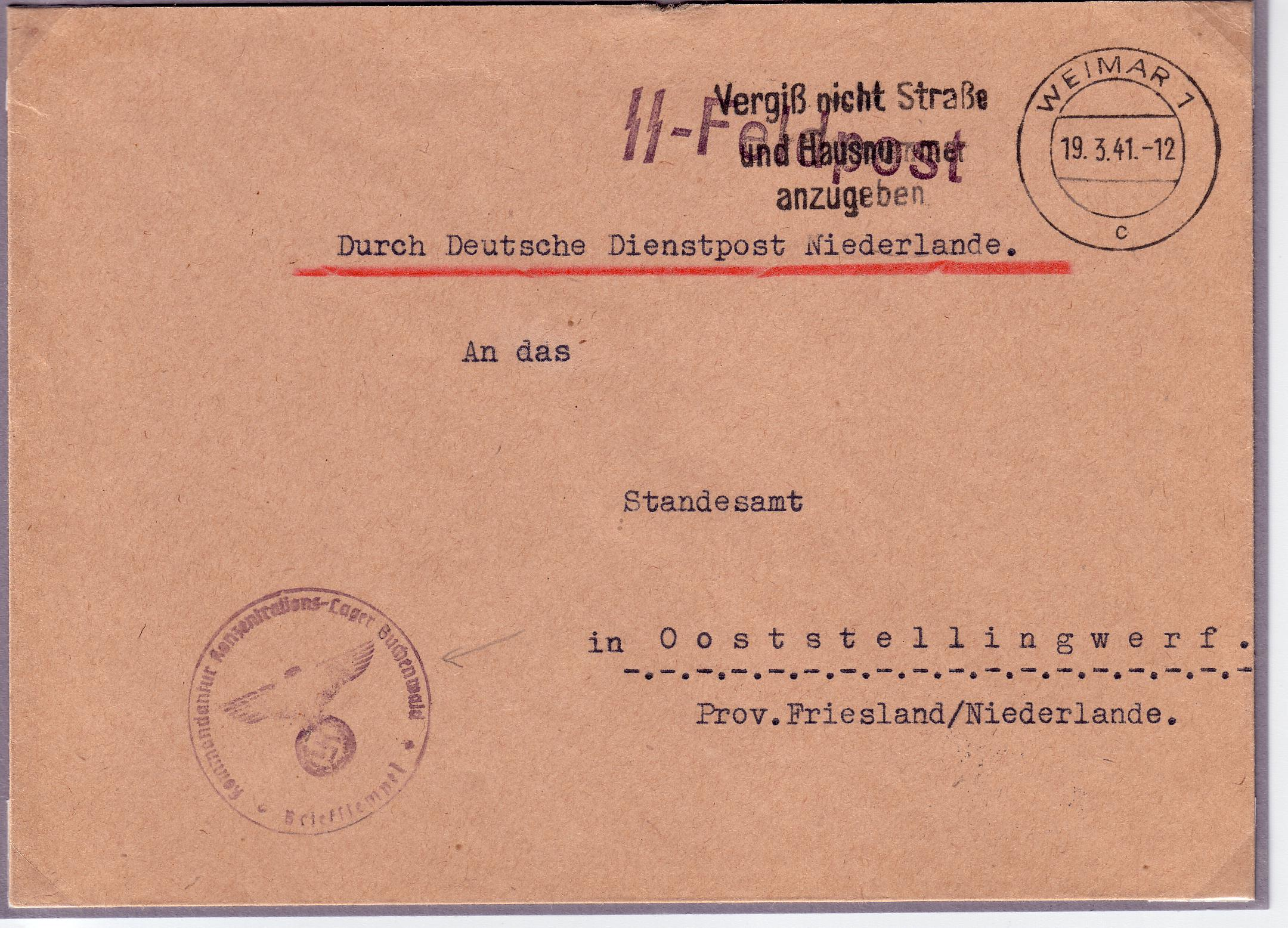
Dienstbrief der Kommandantur des KZ Buchenwald
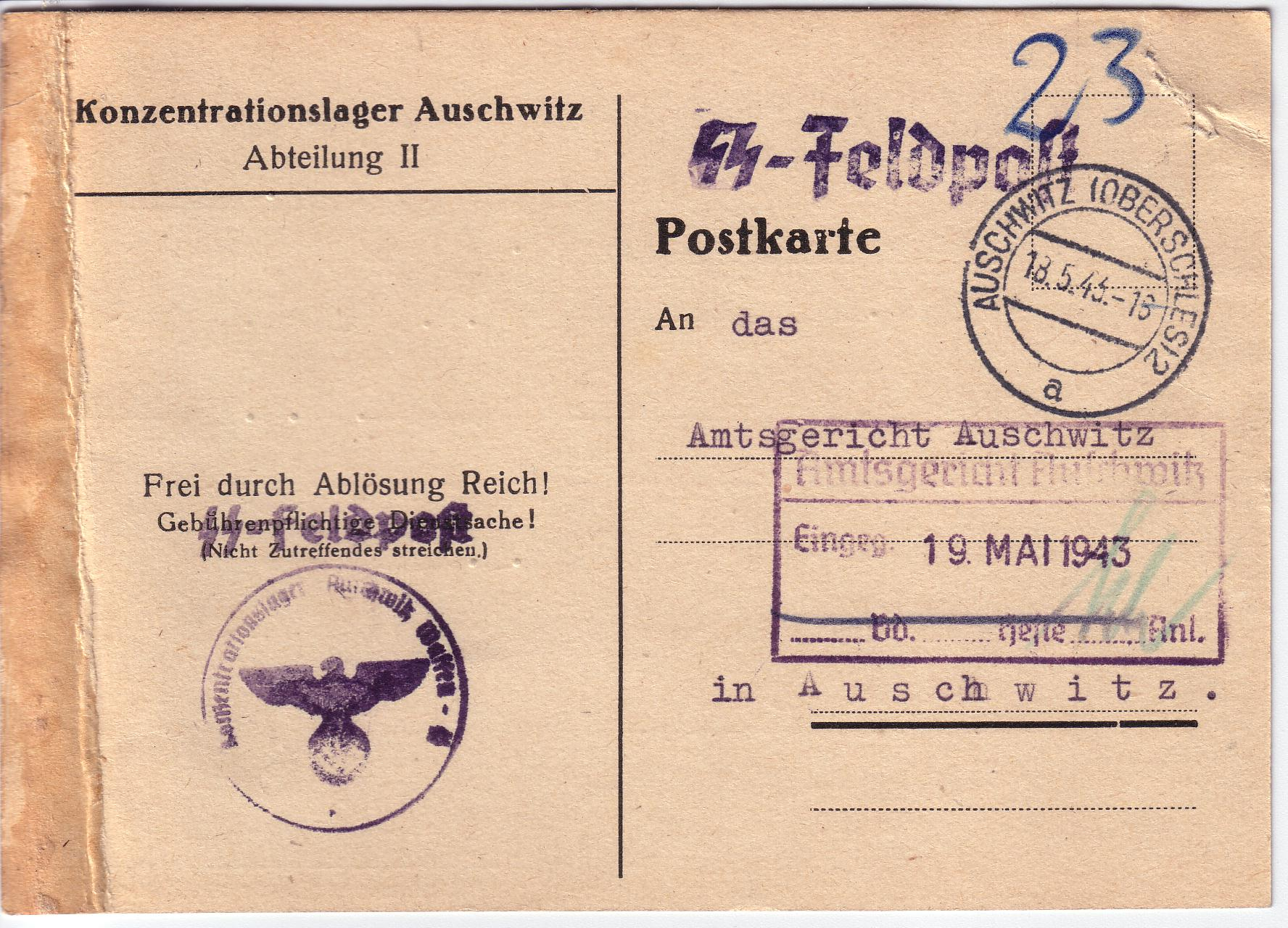
SS-Feldpostkarte der Abt. II Politische Abteilung des KZ Auschwitz
Dienst-/Feldpostbrief der Verwaltungsdienste beim KZ Dachau
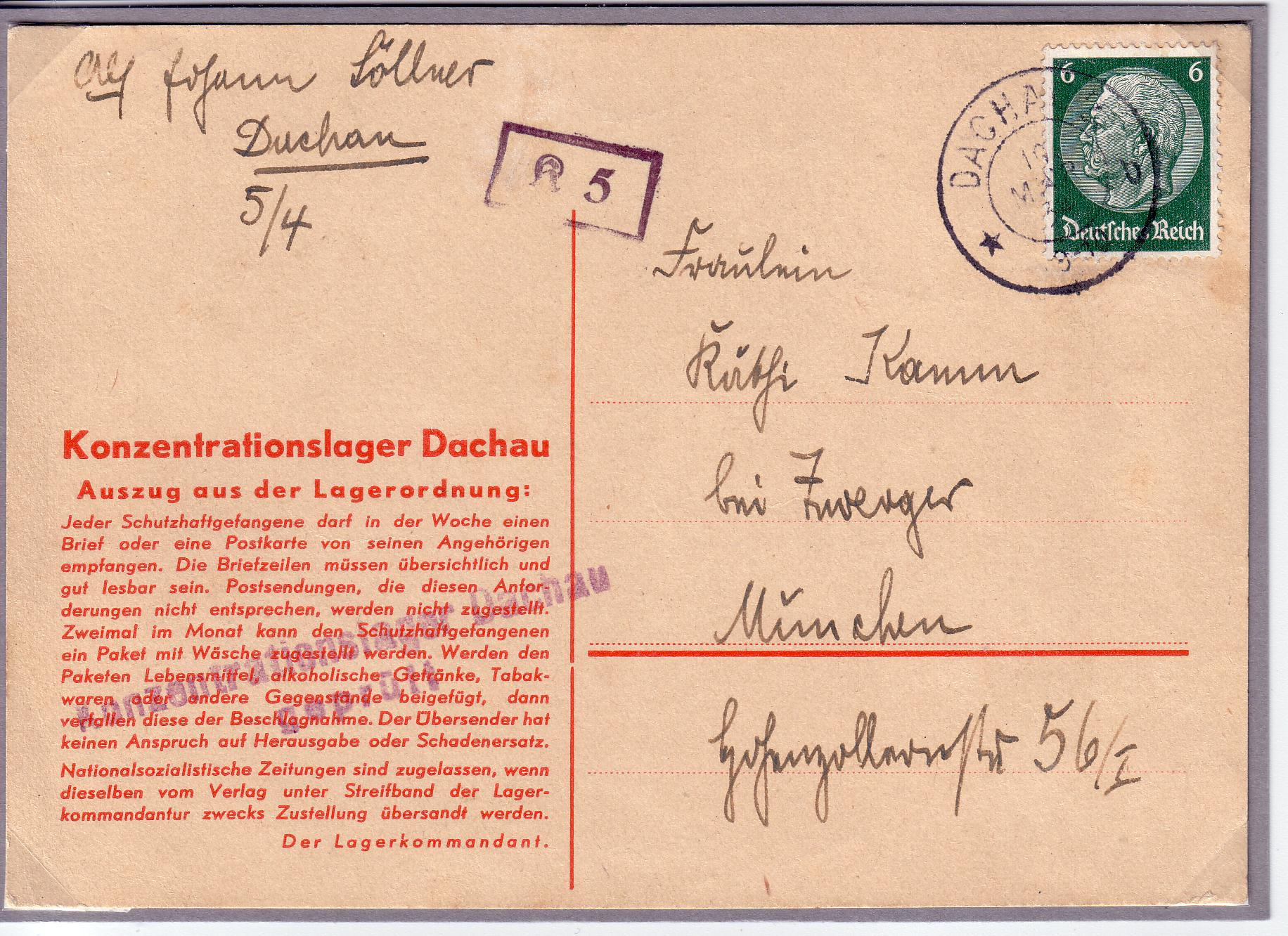
Häftlingskarte aus dem KZ Dachau, einem der ersten Lager